# Przeczyce
Przeczyce – wieś w Polsce położona na terenie Zagłębia Dąbrowskiego, w województwie śląskim, w powiecie będzińskim, w gminie Mierzęcice nad Czarną Przemszą i nad południowo-zachodnim brzegiem Zbiornika Przeczyce nazywanego czasami Zalewem Przeczycko-Siewierskim.
| SIMC    | Nazwa      | Rodzaj    |
| ------- | ---------- | --------- |
| 0217277 | Komorne    | część wsi |
| 0217283 | Mrowieniec | część wsi |
| 0217290 | Pasieka    | część wsi |
| 0217308 | Podmłynie  | część wsi |
| 0217314 | Skotnica   | część wsi |
| 0217320 | Stara Wieś | część wsi |
| 0217337 | Zakamień   | część wsi |
| 0217343 | Zarzecze   | część wsi |

Miejscowość spełnia funkcje rekreacyjno-turystyczne dla mieszkańców pobliskiego GOPu. W okolicach Przeczyc znajdują się pozostałości poniemieckich linii fortyfikacyjnych (częściowo powstałych na bazie polskich umocnień z roku 1939.
Wieś biskupstwa krakowskiego w księstwie siewierskim w końcu XVI wieku.
W latach 1954-1972 wieś była siedzibą gromady Przeczyce. W latach 1975–1998 miejscowość administracyjnie należała do województwa katowickiego.
W 1961 roku podczas budowy zapory na Czarnej Przemszy odkryto prehistoryczne cmentarzysko. W 1962 roku archeolog J. Szydłowski przeprowadził badania nad tym olbrzymim cmentarzyskiem. Odnaleziono 878 grobów kultury łużyckiej. Najciekawszym znaleziskiem był instrument muzyczny nazywany multanką z Przeczyc, bardzo rzadkie znalezisko poza obszarem Morza Śródziemnego.
W miejscowości znajduje się: OSP Przeczyce, Szkoła Podstawowa im. Marii Konopnickiej (zamknięta), KS Zapora Przeczyce (zamknięty), Filia Biblioteczna Nr 1, zbór Przeczyce Świadków Jehowy.